# Olympische Sommerspiele 2020/Schwimmen – 50 m Freistil (Frauen)
Der Schwimmwettkampf über 50 Meter Freistil der Frauen bei den Olympischen Spielen 2020 in Tokio wurde vom 30. Juli bis zum 1. August 2021 im Tokyo Aquatics Centre ausgetragen.
Es fanden elf Vorläufe statt. Die 16 schnellsten Schwimmerinnen aller Vorläufe qualifizierten sich für zwei Halbfinals. Für das Finale qualifizierten sich die acht zeitschnellsten Schwimmerinnen beider Halbfinals.
Abkürzungen:
 WR = Weltrekord, OR = olympischer Rekord, AS = asiatischer Rekord, NR = nationaler Rekord, PB = persönliche Bestleistung, JWB = Jahresweltbestzeit

## Rekorde
Vor Beginn der Olympischen Spiele waren folgende Rekorde gültig.
| Weltrekord         | Sarah Sjöström      | 23,67 s | Budapest, Ungarn               | 29. Juli 2017  |
| Olympischer Rekord | Ranomi Kromowidjojo | 24,05 s | London, Vereinigtes Königreich | 4. August 2012 |

Während der Olympischen Spiele wurde folgender Rekord gebrochen:
| Olympischer Rekord | Emma McKeon | 23,81 s | Tokio, Japan | 1. August 2021 |

## Vorläufe
Freitag, 30. Juli 2021, 12:23 Uhr MESZ
 

### Vorlauf 1
| Platz | Bahn | Schwimmerin         | Nation   | Zeit    | Anmerkung |
| ----- | ---- | ------------------- | -------- | ------- | --------- |
| 1     | 4    | Imelda Ximenes Belo | Osttimor | 32,89 s |           |
| 2     | 3    | Odrina Kaze         | Burundi  | 33,39 s |           |
| 3     | 5    | Haneen Ibrahim      | Sudan    | 34,49 s |           |

### Vorlauf 2
| Platz | Bahn | Schwimmerin        | Nation                       | Zeit    | Anmerkung |
| ----- | ---- | ------------------ | ---------------------------- | ------- | --------- |
| 1     | 1    | Alphonsine Agahozo | Ruanda                       | 30,50 s |           |
| 2     | 2    | Osisang Chilton    | Palau                        | 30,67 s |           |
| 3     | 4    | Tity Dumbuya       | Sierra Leone                 | 31,56 s |           |
| 4     | 6    | Chloé Sauvourel    | Zentralafrikanische Republik | 32,18 s |           |
| 5     | 3    | Roukaya Mahamane   | Niger                        | 32,21 s |           |
| 6     | 7    | Aya Mpali          | Gabun                        | 32,24 s |           |
| 7     | 8    | Stefan Sangala     | Republik Kongo               | 37,92 s |           |
|       | 5    | Nada Arkaji        | Katar                        | DNS     |           |

### Vorlauf 3
| Platz | Bahn | Schwimmerin          | Nation        | Zeit    | Anmerkung |
| ----- | ---- | -------------------- | ------------- | ------- | --------- |
| 1     | 4    | Anastassija Tjurina  | Tadschikistan | 29,05 s |           |
| 2     | 8    | Siri Arun Budcharern | Laos          | 29,22 s |           |
| 3     | 5    | Bunpichmorakat Kheun | Kambodscha    | 29,42 s |           |
| 4     | 2    | Lara Dashti          | Kuwait        | 29,69 s |           |
| 5     | 1    | Junayna Ahmed        | Bangladesch   | 29,78 s | NR        |
| 6     | 6    | Nafissath Radji      | Benin         | 29,99 s |           |
| 7     | 3    | Robyn Young          | Eswatini      | 30,41 s |           |
| 8     | 7    | Dania Nour           | Palästina     | 30,43 s |           |

### Vorlauf 4
| Platz | Bahn | Schwimmerin         | Nation                         | Zeit    | Anmerkung |
| ----- | ---- | ------------------- | ------------------------------ | ------- | --------- |
| 1     | 5    | Judith Meauri       | Papua-Neuguinea                | 27,56 s |           |
| 2     | 4    | Aleka Persaud       | Guyana                         | 27,76 s |           |
| 3     | 1    | Angelika Ouedraogo  | Burkina Faso                   | 28,38 s |           |
| 4     | 6    | Mya De Freitas      | St. Vincent und die Grenadinen | 28,57 s |           |
| 5     | 7    | Noor Yussuf Abdulla | Bahrain                        | 28,87 s |           |
| 6     | 8    | Jessica Makwenda    | Malawi                         | 28,96 s |           |
| 7     | 3    | Noelani Day         | Tonga                          | 29,06 s |           |
| 8     | 2    | Alicia Mateus       | Mosambik                       | 29,63 s |           |

### Vorlauf 5
| Platz | Bahn | Schwimmerin            | Nation              | Zeit    | Anmerkung |
| ----- | ---- | ---------------------- | ------------------- | ------- | --------- |
| 1     | 4    | Norah Milanesi         | Kamerun             | 26,41 s |           |
| 2     | 5    | Mikaili Charlemagne    | St. Lucia           | 26,99 s |           |
| 3     | 7    | Cheyenne Rova          | Fidschi             | 27,11 s |           |
| 4     | 1    | Batbajaryn Enchchüslen | Mongolei            | 27,29 s |           |
| 5     | 6    | Tilka Paljk            | Sambia              | 27,34 s |           |
| 6     | 3    | Samantha Roberts       | Antigua und Barbuda | 27,63 s |           |
| 7     | 8    | Bisma Khan             | Pakistan            | 27,78 s | NR        |
| 8     | 2    | Unilez Takyi           | Ghana               | 27,85 s |           |

### Vorlauf 6
| Platz | Bahn | Schwimmerin       | Nation                   | Zeit    | Anmerkung |
| ----- | ---- | ----------------- | ------------------------ | ------- | --------- |
| 1     | 4    | Anicka Delgado    | Ecuador                  | 25,36 s |           |
| 2     | 1    | Elinah Phillip    | Britische Jungferninseln | 25,74 s |           |
| 3     | 7    | Nikol Merizaj     | Albanien                 | 26,21 s |           |
| 4     | 6    | Emily Muteti      | Kenia                    | 26,31 s |           |
| 5     | 3    | Talita Baqlah     | Jordanien                | 26,49 s |           |
| 5     | 5    | Ema Rajić         | Kroatien                 | 26,49 s |           |
| 7     | 8    | Kirabo Namutebi   | Uganda                   | 26,63 s |           |
| 8     | 2    | Natalya Kritinina | Usbekistan               | 26,93 s | NR        |

### Vorlauf 7
| Platz | Bahn | Schwimmerin           | Nation              | Zeit    | Anmerkung |
| ----- | ---- | --------------------- | ------------------- | ------- | --------- |
| 1     | 3    | Isabella Arcila       | Kolumbien           | 25,41 s |           |
| 2     | 4    | Bianca-Andreea Costea | Rumänien            | 25,61 s |           |
| 3     | 2    | Jeserik Pinto         | Venezuela           | 25,65 s |           |
| 4     | 5    | Amel Melih            | Algerien            | 25,77 s |           |
| 4     | 7    | Karen Torrez          | Bolivien            | 25,77 s |           |
| 6     | 1    | Huang Mei-chien       | Chinesisch Taipeh   | 25,99 s |           |
| 7     | 8    | Allyson Ponson        | Aruba               | 26,03 s |           |
| 8     | 6    | Cherelle Thompson     | Trinidad und Tobago | 26,19 s |           |

### Vorlauf 8
| Platz | Bahn | Schwimmerin           | Nation    | Zeit    | Anmerkung |
| ----- | ---- | --------------------- | --------- | ------- | --------- |
| 1     | 5    | Lidón Muñoz del Campo | Spanien   | 25,10 s |           |
| 2     | 6    | Farida Osman          | Ägypten   | 25,13 s |           |
| 3     | 4    | Julie Meynen          | Luxemburg | 25,36 s |           |
| 4     | 1    | Kalia Antoniou        | Zypern    | 25,41 s |           |
| 5     | 2    | Andrea Murez          | Israel    | 25,48 s |           |
| 6     | 7    | Danielle Hill         | Irland    | 25,70 s |           |
| 7     | 8    | Jenjira Srisa-Ard     | Thailand  | 25,97 s |           |
| 8     | 3    | Quah Ting Wen         | Singapur  | 26,16 s |           |

### Vorlauf 9
| Platz | Bahn | Schwimmerin      | Nation     | Zeit    | Anmerkung |
| ----- | ---- | ---------------- | ---------- | ------- | --------- |
| 1     | 5    | Pernille Blume   | Dänemark   | 24,12 s |           |
| 2     | 4    | Cate Campbell    | Australien | 24,15 s |           |
| 3     | 6    | Zhang Yufei      | China      | 24,36 s |           |
| 4     | 2    | Wu Qingfeng      | China      | 24,55 s |           |
| 5     | 8    | Fanny Teijonsalo | Finnland   | 24,79 s |           |
| 6     | 7    | Marie Wattel     | Frankreich | 24,82 s |           |
| 7     | 3    | Michelle Coleman | Schweden   | 24,84 s |           |
| 8     | 1    | Kayla Sanchez    | Kanada     | 24,93 s |           |

### Vorlauf 10
| Platz | Bahn | Schwimmerin       | Nation             | Zeit    | Anmerkung |
| ----- | ---- | ----------------- | ------------------ | ------- | --------- |
| 1     | 4    | Emma McKeon       | Australien         | 24,02 s | OR        |
| 2     | 5    | Simone Manuel     | Vereinigte Staaten | 24,65 s |           |
| 3     | 8    | Emma Chelius      | Südafrika          | 24,65 s | NR        |
| 4     | 2    | Mélanie Henique   | Frankreich         | 24,69 s |           |
| 5     | 6    | Femke Heemskerk   | Niederlande        | 24,77 s | Rückzug 1 |
| 6     | 3    | Marija Kamenewa   | ROC                | 24,83 s |           |
| 7     | 1    | Barbora Seemanová | Tschechien         | 24,92 s |           |
| 8     | 7    | Etiene Medeiros   | Brasilien          | 25,45 s |           |

### Vorlauf 11
| Platz | Bahn | Schwimmerin         | Nation             | Zeit    | Anmerkung |
| ----- | ---- | ------------------- | ------------------ | ------- | --------- |
| 1     | 4    | Sarah Sjöström      | Schweden           | 24,26 s |           |
| 2     | 3    | Katarzyna Wasick    | Polen              | 24,31 s |           |
| 3     | 6    | Abbey Weitzeil      | Vereinigte Staaten | 24,37 s |           |
| 4     | 5    | Ranomi Kromowidjojo | Niederlande        | 24,41 s |           |
| 5     | 7    | Arina Surkowa       | ROC                | 24,52 s |           |
| 6     | 8    | Julie Kepp Jensen   | Dänemark           | 24,70 s |           |
| 7     | 1    | Siobhán Haughey     | Hongkong           | 24,75 s | Rückzug 2 |
|       | 2    | Anna Hopkin         | Großbritannien     | DNS     |           |

### Zusammenfassung
| Platz | Vorlauf | Bahn | Schwimmerin            | Nation                         | Zeit    | Anmerkung |
| ----- | ------- | ---- | ---------------------- | ------------------------------ | ------- | --------- |
| 1     | 10      | 4    | Emma McKeon            | Australien                     | 24,02 s | OR        |
| 2     | 09      | 5    | Pernille Blume         | Dänemark                       | 24,12 s |           |
| 3     | 09      | 4    | Cate Campbell          | Australien                     | 24,15 s |           |
| 4     | 11      | 4    | Sarah Sjöström         | Schweden                       | 24,26 s |           |
| 5     | 11      | 3    | Katarzyna Wasick       | Polen                          | 24,31 s |           |
| 6     | 09      | 6    | Zhang Yufei            | China                          | 24,36 s |           |
| 7     | 11      | 6    | Abbey Weitzeil         | Vereinigte Staaten             | 24,37 s |           |
| 8     | 11      | 5    | Ranomi Kromowidjojo    | Niederlande                    | 24,41 s |           |
| 9     | 11      | 7    | Arina Surkowa          | ROC                            | 24,52 s |           |
| 10    | 09      | 2    | Wu Qingfeng            | China                          | 24,55 s |           |
| 11    | 10      | 5    | Simone Manuel          | Vereinigte Staaten             | 24,65 s |           |
| 11    | 10      | 8    | Emma Chelius           | Südafrika                      | 24,65 s | NR        |
| 13    | 10      | 2    | Mélanie Henique        | Frankreich                     | 24,69 s |           |
| 14    | 11      | 8    | Julie Kepp Jensen      | Dänemark                       | 24,70 s |           |
| 15    | 11      | 1    | Siobhán Haughey        | Hongkong                       | 24,75 s | Rückzug 2 |
| 16    | 10      | 6    | Femke Heemskerk        | Niederlande                    | 24,77 s | Rückzug 1 |
| 17    | 09      | 8    | Fanny Teijonsalo       | Finnland                       | 24,79 s |           |
| 18    | 09      | 7    | Marie Wattel           | Frankreich                     | 24,82 s |           |
| 19    | 10      | 3    | Marija Kamenewa        | ROC                            | 24,83 s |           |
| 20    | 09      | 3    | Michelle Coleman       | Schweden                       | 24,84 s |           |
| 21    | 10      | 1    | Barbora Seemanová      | Tschechien                     | 24,92 s |           |
| 22    | 09      | 1    | Kayla Sanchez          | Kanada                         | 24,93 s |           |
| 23    | 08      | 5    | Lidón Muñoz del Campo  | Spanien                        | 25,10 s |           |
| 24    | 08      | 6    | Farida Osman           | Ägypten                        | 25,13 s |           |
| 25    | 06      | 4    | Anicka Delgado         | Ecuador                        | 25,36 s |           |
| 25    | 08      | 4    | Julie Meynen           | Luxemburg                      | 25,36 s |           |
| 27    | 07      | 3    | Isabella Arcila        | Kolumbien                      | 25,41 s |           |
| 27    | 08      | 1    | Kalia Antoniou         | Zypern                         | 25,41 s |           |
| 29    | 10      | 7    | Etiene Medeiros        | Brasilien                      | 25,45 s |           |
| 30    | 08      | 2    | Andrea Murez           | Israel                         | 25,48 s |           |
| 31    | 07      | 4    | Bianca-Andreea Costea  | Rumänien                       | 25,61 s |           |
| 32    | 07      | 2    | Jeserik Pinto          | Venezuela                      | 25,65 s |           |
| 33    | 08      | 7    | Danielle Hill          | Irland                         | 25,70 s |           |
| 34    | 06      | 1    | Elinah Phillip         | Britische Jungferninseln       | 25,74 s |           |
| 35    | 07      | 5    | Amel Melih             | Algerien                       | 25,77 s |           |
| 35    | 07      | 7    | Karen Torrez           | Bolivien                       | 25,77 s |           |
| 37    | 08      | 8    | Jenjira Srisa-Ard      | Thailand                       | 25,97 s |           |
| 38    | 07      | 1    | Huang Mei-chien        | Chinesisch Taipeh              | 25,99 s |           |
| 39    | 07      | 8    | Allyson Ponson         | Aruba                          | 26,03 s |           |
| 40    | 08      | 3    | Quah Ting Wen          | Singapur                       | 26,16 s |           |
| 41    | 07      | 6    | Cherelle Thompson      | Trinidad und Tobago            | 26,19 s |           |
| 42    | 06      | 7    | Nikol Merizaj          | Albanien                       | 26,21 s |           |
| 43    | 06      | 6    | Emily Muteti           | Kenia                          | 26,31 s |           |
| 44    | 05      | 4    | Norah Milanesi         | Kamerun                        | 26,41 s |           |
| 45    | 06      | 3    | Talita Baqlah          | Jordanien                      | 26,49 s |           |
| 45    | 06      | 5    | Ema Rajić              | Kroatien                       | 26,49 s |           |
| 47    | 06      | 8    | Kirabo Namutebi        | Uganda                         | 26,63 s |           |
| 48    | 06      | 2    | Natalya Kritinina      | Usbekistan                     | 26,93 s | NR        |
| 49    | 05      | 5    | Mikaili Charlemagne    | St. Lucia                      | 26,99 s |           |
| 50    | 05      | 7    | Cheyenne Rova          | Fidschi                        | 27,11 s |           |
| 51    | 05      | 1    | Batbajaryn Enchchüslen | Mongolei                       | 27,29 s |           |
| 52    | 05      | 6    | Tilka Paljk            | Sambia                         | 27,34 s |           |
| 53    | 04      | 5    | Judith Meauri          | Papua-Neuguinea                | 27,56 s |           |
| 54    | 05      | 3    | Samantha Roberts       | Antigua und Barbuda            | 27,63 s |           |
| 55    | 04      | 4    | Aleka Persaud          | Guyana                         | 27,76 s |           |
| 56    | 05      | 8    | Bisma Khan             | Pakistan                       | 27,78 s | NR        |
| 57    | 05      | 2    | Unilez Takyi           | Ghana                          | 27,85 s |           |
| 58    | 04      | 1    | Angelika Ouedraogo     | Burkina Faso                   | 28,38 s |           |
| 59    | 04      | 6    | Mya De Freitas         | St. Vincent und die Grenadinen | 28,57 s |           |
| 60    | 04      | 7    | Noor Yussuf Abdulla    | Bahrain                        | 28,87 s |           |
| 61    | 04      | 8    | Jessica Makwenda       | Malawi                         | 28,96 s |           |
| 62    | 03      | 4    | Anastassija Tjurina    | Tadschikistan                  | 29,05 s |           |
| 63    | 04      | 3    | Noelani Day            | Tonga                          | 29,06 s |           |
| 64    | 03      | 8    | Siri Arun Budcharern   | Laos                           | 29,22 s |           |
| 65    | 03      | 5    | Bunpichmorakat Kheun   | Kambodscha                     | 29,42 s |           |
| 66    | 04      | 2    | Alicia Mateus          | Mosambik                       | 29,63 s |           |
| 67    | 03      | 2    | Lara Dashti            | Kuwait                         | 29,69 s |           |
| 68    | 03      | 1    | Junayna Ahmed          | Bangladesch                    | 29,78 s | NR        |
| 69    | 03      | 6    | Nafissath Radji        | Benin                          | 29,99 s |           |
| 70    | 03      | 3    | Robyn Young            | Eswatini                       | 30,41 s |           |
| 71    | 03      | 7    | Dania Nour             | Palästina                      | 30,43 s |           |
| 72    | 02      | 1    | Alphonsine Agahozo     | Ruanda                         | 30,50 s |           |
| 73    | 02      | 2    | Osisang Chilton        | Palau                          | 30,67 s |           |
| 74    | 02      | 4    | Tity Dumbuya           | Sierra Leone                   | 31,56 s |           |
| 75    | 02      | 6    | Chloé Sauvourel        | Zentralafrikanische Republik   | 32,18 s |           |
| 76    | 02      | 3    | Roukaya Mahamane       | Niger                          | 32,21 s |           |
| 77    | 02      | 7    | Aya Mpali              | Gabun                          | 32,24 s |           |
| 78    | 01      | 4    | Imelda Ximenes Belo    | Osttimor                       | 32,89 s |           |
| 79    | 01      | 3    | Odrina Kaze            | Burundi                        | 33,39 s |           |
| 80    | 01      | 5    | Haneen Ibrahim         | Sudan                          | 34,49 s |           |
| 81    | 02      | 8    | Stefan Sangala         | Republik Kongo                 | 37,92 s |           |
|       | 02      | 5    | Nada Arkaji            | Katar                          | DNS     |           |
|       | 11      | 2    | Anna Hopkin            | Großbritannien                 | DNS     |           |

 1Femke Heemskerk zog sich aus dem Wettbewerb zurück um ihre Kräfte für die 4 × 100 m Lagen Mixed Staffel zu sparen, die direkt nach dem 50 m Freistil Rennen ausgetragen wurde.
 2Siobhán Haughey zog sich nach Angabe ihres Trainers aufgrund einer Hüftverletzung vom Wettbewerb zurück.

## Halbfinale
Samstag, 31. Juli 2021, 4:32 Uhr MESZ

### Lauf 1
| Platz | Bahn | Schwimmerin         | Nation      | Zeit    | Anmerkung |
| ----- | ---- | ------------------- | ----------- | ------- | --------- |
| 1     | 4    | Pernille Blume      | Dänemark    | 24,08 s |           |
| 2     | 5    | Sarah Sjöström      | Schweden    | 24,13 s |           |
| 3     | 6    | Ranomi Kromowidjojo | Niederlande | 24,29 s |           |
| 4     | 2    | Wu Qingfeng         | China       | 24,32 s |           |
| 4     | 3    | Zhang Yufei         | China       | 24,32 s | Rückzug 3 |
| 6     | 7    | Emma Chelius        | Südafrika   | 24,64 s | NR        |
| 7     | 8    | Marie Wattel        | Frankreich  | 24,76 s |           |
| 8     | 1    | Julie Kepp Jensen   | Dänemark    | 24,98 s |           |

### Lauf 2
| Platz | Bahn | Schwimmerin      | Nation             | Zeit    | Anmerkung |
| ----- | ---- | ---------------- | ------------------ | ------- | --------- |
| 1     | 4    | Emma McKeon      | Australien         | 24,00 s | OR        |
| 2     | 6    | Abbey Weitzeil   | Vereinigte Staaten | 24,19 s |           |
| 3     | 3    | Katarzyna Wasick | Polen              | 24,26 s |           |
| 4     | 5    | Cate Campbell    | Australien         | 24,27 s |           |
| 5     | 2    | Arina Surkowa    | ROC                | 24,57 s |           |
| 6     | 1    | Mélanie Henique  | Frankreich         | 24,63 s |           |
| 6     | 7    | Simone Manuel    | Vereinigte Staaten | 24,63 s |           |
| 8     | 8    | Fanny Teijonsalo | Finnland           | 24,91 s |           |

### Zusammenfassung
| Platz | Vorlauf | Bahn | Schwimmerin         | Nation             | Zeit    | Anmerkung |
| ----- | ------- | ---- | ------------------- | ------------------ | ------- | --------- |
| 1     | 2       | 4    | Emma McKeon         | Australien         | 24,00 s | OR        |
| 2     | 1       | 4    | Pernille Blume      | Dänemark           | 24,08 s |           |
| 3     | 1       | 5    | Sarah Sjöström      | Schweden           | 24,13 s |           |
| 4     | 2       | 6    | Abbey Weitzeil      | Vereinigte Staaten | 24,19 s |           |
| 5     | 2       | 3    | Katarzyna Wasick    | Polen              | 24,26 s |           |
| 6     | 2       | 5    | Cate Campbell       | Australien         | 24,27 s |           |
| 7     | 1       | 6    | Ranomi Kromowidjojo | Niederlande        | 24,29 s |           |
| 8     | 1       | 2    | Wu Qingfeng         | China              | 24,32 s |           |
| 8     | 1       | 3    | Zhang Yufei         | China              | 24,32 s | Rückzug 3 |
| 10    | 2       | 2    | Arina Surkowa       | ROC                | 24,57 s |           |
| 11    | 2       | 1    | Mélanie Henique     | Frankreich         | 24,63 s |           |
| 11    | 2       | 7    | Simone Manuel       | Vereinigte Staaten | 24,63 s |           |
| 13    | 1       | 7    | Emma Chelius        | Südafrika          | 24,64 s | NR        |
| 14    | 1       | 8    | Marie Wattel        | Frankreich         | 24,76 s |           |
| 15    | 2       | 8    | Fanny Teijonsalo    | Finnland           | 24,91 s |           |
| 16    | 1       | 1    | Julie Kepp Jensen   | Dänemark           | 24,98 s |           |

 3 Zhang Yufei verzichtete zugunsten von Wu Qingfeng auf ein Ausschwimmen und ließ sich als erste Nachrückerin werten.

## Finale
Sonntag, 1. August 2021, 3:37 Uhr MESZ

| Platz | Bahn | Schwimmerin         | Nation             | Zeit    | Anmerkung |
| ----- | ---- | ------------------- | ------------------ | ------- | --------- |
| 1     | 4    | Emma McKeon         | Australien         | 23,81 s | OR        |
| 2     | 3    | Sarah Sjöström      | Schweden           | 24,07 s |           |
| 3     | 5    | Pernille Blume      | Dänemark           | 24,21 s |           |
| 4     | 1    | Ranomi Kromowidjojo | Niederlande        | 24,30 s |           |
| 5     | 2    | Katarzyna Wasick    | Polen              | 24,32 s |           |
| 5     | 8    | Wu Qingfeng         | China              | 24,32 s |           |
| 7     | 7    | Cate Campbell       | Australien         | 24,36 s |           |
| 8     | 6    | Abbey Weitzeil      | Vereinigte Staaten | 24,41 s |           |